# Seleção Mapuche de Futebol
A Seleção Mapuche de Futebol representa o Povo Mapuche em competições de futebol. Ela não é filiada à FIFA nem a CONMEBOL e, por isso, não pode disputar a Copa do Mundo nem a Copa América. É afiliada ao COSANFF, organização regional sul-americana composta por seleções de povos e regiões não afiliadas a CONMEBOL e no dia 22 de maio de 2019, a Seleção anunciou a sua filiação à CONIFA, se tornado a primeira seleção da América do Sul a fazer parte da organização de nível mundial, que é composta por equipes não filiadas à FIFA.
A Seleção Mapuche participou de três edições do Campeonato Nacional de Futebol dos Povos Originários, sendo campeã da edição de 2015 e vice campeã nas edições de 2012 e 2013.

## Desempenho em competições

### Campeonato Nacional de Futebol dos Povos Originários
| Ano        | Posição      | PJ | V  | E | D | GM | GS | DG  |
| ---------- | ------------ | -- | -- | - | - | -- | -- | --- |
| Chile 2012 | Vice-campeão | 4  | 3  | 1 | 0 | 10 | 2  | +8  |
| Chile 2013 | Vice-campeão | 5  | 3  | 1 | 1 | 27 | 7  | +20 |
| Chile 2015 | Campeão      | 5  | 4  | 1 | 0 | 23 | 4  | +19 |
| Total      | 3/3          | 14 | 10 | 3 | 1 | 60 | 13 | +47 |

## Títulos

### Torneios nacionais
- Campeonato Nacional de Futebol dos Povos Originários (1): 2015 [2]

- Vice-campeonato (2): 2012 [3] e 2013[4]